# Нусхі
Ну́схі (рос. Нусхи) — селище у складі Амурського району Хабаровського краю, Росія. Входить до складу Санболинського сільського поселення.

## Населення
Населення — 9 осіб (2010; 11 у 2002).
Національний склад (станом на 2002 рік):
- росіяни — 100 %